# جوردن واتسون
جوردن واتسون (بالإنجليزية: Jordan Watson)‏ هو ملاكم كيك بوكسينغ بريطاني، ولد في 4 ديسمبر 1987 في ليدز في المملكة المتحدة.